# سوق السبت (بني يخلف)
سوق السبت هي إحدى مشيخات المملكة المغربية، تتبع جغرافيا لإقليم خريبكة وإداريًا لبني يخلف. يقدر عدد سكانها بـ 13705 نسمة حسب الإحصاء الرسمي للسكان والسكنى لسنة 2004.